# آزداوای
آزداوای (به ترکی استانبولی: Azdavay) یک منطقهٔ مسکونی در ترکیه است که در استان قسطمونی واقع شده‌است. آزداوای ۹۲۸ متر بالاتر از سطح دریا واقع شده‌است.